# Wiedemann-Franz-lag
Wiedemann-Franz-lagen är i fysiken sambandet att förhållandet mellan en metalls värmeledningsförmåga κ och dess elektriska ledningsförmåga σ är proportionellt mot absolut temperatur T:
{\displaystyle {\frac {\kappa }{\sigma }}=LT}
Proportionalitetskonstanten  L kallas Lorenztalet. Denna kan härledas teoretiskt och får då värdet
{\displaystyle L={\frac {\pi ^{2}}{3}}\left({\frac {k_{B}}{e}}\right)^{2}=2.44\times 10^{-8}\,\mathrm {W\,\Omega \,K^{-2}} ,}
vilket stämmer ganska väl överens med experimentella resultat för de flesta metaller. För halvledare har konstanten typiskt ett mindre värde.
Gustav Wiedemann och Rudolph Franz rapporterade år 1853 att förhållandet κ/σ vid rumstemperatur var ungefär lika för många metaller och legeringar, även om dessa båda ledningsförmågor i till exempel brons är mycket lägre än i koppar eller silver. År 1872 upptäckte dansken Ludvig Lorenz förhållandets proportionalitet mot temperatur. 
Bakgrunden är att det är elektronerna som står för den största delen av värmeledningsförmågan i metaller. Om man likställer den relaxationstid som begränsar elektronernas drifthastighet i ett elektriskt fält med elektronernas termiska relaxationstid, kan man härleda Wiedemann-Franz-lag.